# Mirosława Marcheluk
Mirosława Marcheluk est une actrice de théâtre, de cinéma et de télévision polonaise, et directrice du théâtre Łódź née le 11 mars 1939 à Białystok et morte le 7 janvier 2025.

## Biographie
Mirosława Marcheluk a suivi une formation théâtrale à l'École nationale de cinéma de Łódź en 1960. Elle commence ensuite sa carrière au Théâtre d'Opole. Elle a joué principalement au Théâtre 7.15 de Łódź (de 1962 à 1964), Théâtre Jaracz de Łódź (de 1964 à 1973), Nouveau Théâtre de Łódź (de 1974 à 1993; de 2003 à 2010). Depuis 1983, elle enseigne à la Faculté de mise en scène de l'École nationale de cinéma de Łódź. De 1990 à 1993, elle est nommée directrice du Nouveau Théâtre de Łódź, et occupe de nouveau cette fonction entre 2008 et 2010.
Elle épouse Henri Poulain (1921-1978).

## Filmographie
- 1960: De la veine à revendre d'Andrzej Munk : non créditée
- 1984: Sexmission de Juliusz Machulski : conseillère de Son Excellence
- 1991: L’Évasion du cinéma Liberté (Ucieczka z kina „Wolność”) de Wojciech Marczewski : journaliste
- 2008: Scratch de Michał Rosa : Nastka
- 2016: Smolensk d'Antoni Krauze : chef

## Récompenses et distinctions
- Meilleure actrice au Festival du film polonais de Gdynia en 1981 pour son rôle de Aniela Szmańdówna dans Wahadełko
- Croix d'or du Mérite polonais (Złoty Krzyż Zasługi)